# UC 71
UC 71 war ein deutsches U-Boot vom Typ UC II, das während des Ersten Weltkrieges von der Kaiserlichen Marine eingesetzt wurde.

## Geschichte
Das Boot wurde am 12. Januar 1916 bei Blohm & Voss in Hamburg bestellt. Der Stapellauf fand am 12. August 1916 statt. Die Übergabe vom Hersteller Blohm & Voss an die Kaiserliche Marine und die Indienststellung fanden am 28. November 1916 statt.
Nach einer ausführlichen Erprobung wurde UC 71 am 3. März 1917 in Flandern der II. U-Flottille Flandern zugeteilt. Am 13. Oktober 1918, nach der Aufgabe der flandrischen Stützpunkte wegen des allgemeinen deutschen Rückzugs, wurde es zur I. U-Flottille der Hochseeflotte versetzt, wo es bis zum Kriegsende am 11. November 1918 verblieb. UC 71 führte 19 Feindfahrten durch, wobei es 61 zivile Schiffe mit einer Gesamtverdrängung von 110.688 BRT versenkte. Zusätzlich beschädigte es 17 zivile Schiffe und ein militärisches Schiff.
Bei diesem militärischen Schiff handelte es sich um die Dunraven, eine britische U-Boot-Falle. Am 8. August 1917 kam es zu der Begegnung beider Schiffe und zu einem Feuergefecht. Dabei wurde die Dunraven stark beschädigt, konnte aber nicht ohne Risiko vom U-Boot versenkt werden, weil diese schon alle Torpedos verschossen hatte. Deshalb drehte UC 71 ab und überließ das britische Schiff seinem Schicksal. Während des Gefechtes starb ein britischer Matrose. Die Dunraven sank während des Bergungsversuchs durch den britischen Zerstörer Christopher am 10. August 1917. Der Kommandant des U-Boots war zu der Zeit Oberleutnant zur See Reinhold Saltzwedel.
Das größte von UC 71 versenkte Schiff war der belgische Passagierdampfer Élisabethville (7.017 BRT), der am 6. September 1917 in der Biskaya durch einen einzelnen Torpedo versenkt wurde. Dabei kamen 14 Menschen ums Leben. Das britische Passagierschiff Rangara war mit 10.040 BRT zwar größer, wurde aber nur beschädigt und nicht versenkt.

### Versenkung
Nach dem Waffenstillstand von Compiègne (1918) sollte UC 71 nach Großbritannien ausgeliefert werden. Bei der Überführung sank das Boot am 20. Februar 1919 unmittelbar südlich von Helgoland auf der Position 54° 10′ N, 7° 54′ O in etwa 20 Meter Wassertiefe. Dabei kam niemand ums Leben.
Wissenschaftler der Universität Dundee haben anhand von 3D-Modellierung herausgefunden, dass der Untergang nicht auf schlechte Wetterverhältnisse zurückzuführen war. Es handelte sich vielmehr um eine Selbstversenkung durch die eigene Besatzung.

### Beforschung
Untersuchungen des Wracks in den Jahren 2001 und 2014 deuten darauf hin, dass UC 71 von seiner Besatzung versenkt wurde.
Im Juli 2016 wurde die Netzsäge von UC 71 geborgen. Von dem Seemann Georg Trinks, der 18 Monate lang als Maschinist auf UC 71 diente, sind persönliche Tagebücher erhalten. Deren Inhalt ist in dem am 19. Februar 2019 erschienenen Buch „Kein Engländer soll das Boot betreten!“ Die letzte Fahrt von UC 71 nachgedruckt. Dort wird die Versenkung, die bisher nur vermutet wurde, belegt. Die Tagebücher sollen zukünftig (Stand: 22. Juli 2019) im Museum Helgoland zu besichtigen sein.
UC 71 liegt in 23 m Tiefe und steht seit 2012 unter Denkmalschutz. Im April 2023 wurden von Tauchern mit vier Unterwasserkameras Videoaufnahmen vom U-Boot gemacht. Wegen geringer Sichtweite zeigt jedes Einzelbild nur einen kleinen Ausschnitt der Ansicht des Boots. Unter Forschungstaucher und Projektleiter Florian Huber wurden 30.000 Einzelbilder aus den Videos extrahiert und bis September 2023 mittels Software zu einer 3D-Gesamtansicht zusammengefügt. 2024 wurde ein materielles 3D-Modell ausgedruckt und im Museum Helgoland ausgestellt. Die geborgene 4 Meter lange Netzsäge des Bootes ist im Bunkerstollen Unterland ausgestellt.

## Erfolge
Die genauen Versenkungserfolge durch die Minen sind schwer zu verifizieren, da keine eigenen Berichte der Kommandanten die Versenkung unmittelbar nachweisen können.
| Erfolge von UC 71  |                  |                        |         |            |
| Datum              | Schiffsname      | Nationalität           | Tonnage | Bemerkung  |
| 30. März 1917      | Edernian         | Vereinigtes Königreich | 3.588   | Beschädigt |
| 30. März 1917      | Saint Louis III  | Frankreich             | 97      |            |
| 30. März 1917      | Scarcelle        | Frankreich             | 49      |            |
| 31. März 1917      | Primrose         | Vereinigtes Königreich | 113     |            |
| 3. April 1917      | Ellen James      | Vereinigtes Königreich | 165     |            |
| 4. April 1917      | Pensiero         | Italien                | 2.632   |            |
| 5. April 1917      | Gower Coast      | Vereinigtes Königreich | 804     |            |
| 5. April 1917      | San Fulgencia    | Spanien                | 1.558   |            |
| 7. April 1917      | Caminha          | Portugal               | 2.763   |            |
| 9. April 1917      | Themistoclis     | Griechenland           | 1.895   |            |
| 9. April 1917      | Valhall          | Norwegen               | 750     |            |
| 10. April 1917     | Ranvik           | Norwegen               | 5.848   |            |
| 12. April 1917     | Edelweiss        | Frankreich             | 192     |            |
| 18. April 1917     | Heim             | Norwegen               | 1.669   |            |
| 23. April 1917     | Cenobic          | Belgien                | 16      |            |
| 2. Mai 1917        | Westland         | Niederlande            | 108     |            |
| 5. Mai 1917        | Simon            | Niederlande            | 150     |            |
| 15. Mai 1917       | Boreas           | Niederlande            | 192     |            |
| 16. Mai 1917       | Hendrika Johanna | Niederlande            | 134     |            |
| 17. Mai 1917       | Jakoba           | Niederlande            | 107     |            |
| 17. Mai 1917       | Mercurius        | Niederlande            | 80      |            |
| 18. Mai 1917       | Annetta          | Niederlande            | 177     |            |
| 14. Juni 1917      | Wega             | Vereinigtes Königreich | 839     |            |
| 15. Juni 1917      | Wapello          | Vereinigtes Königreich | 5.576   |            |
| 26. Juni 1917      | Normandy         | Frankreich             | 543     | Beschädigt |
| 28. Juni 1917      | Marne            | Frankreich             | 4.019   |            |
| 29. Juni 1917      | Driskos          | Griechenland           | 2.833   |            |
| 3. Juli 1917       | Orleans          | Vereinigte Staaten     | 2.823   |            |
| 4. Juli 1917       | Sentoppen        | Norwegen               | 2.349   |            |
| 6. Juli 1917       | Løvstakken       | Norwegen               | 3.105   |            |
| 6. Juli 1917       | Victoria 2       | Norwegen               | 2.798   |            |
| 8. Juli 1917       | Vendee           | Vereinigtes Königreich | 1.295   |            |
| 3. August 1917     | Aube             | Vereinigtes Königreich | 1.837   |            |
| 4. August 1917     | Afrique          | Frankreich             | 2.457   | Beschädigt |
| 4. August 1917     | Cairnstrath      | Vereinigtes Königreich | 2.128   |            |
| 7. August 1917     | Port Curtis      | Vereinigtes Königreich | 4.710   |            |
| 8. August 1917     | Dunraven         | Vereinigtes Königreich | 3.117   |            |
| 6. September 1917  | Elisabethville   | Belgien                | 7.017   |            |
| 7. September 1917  | Mont De Piete    | Frankreich             | 38      |            |
| 7. September 1917  | Kleber           | Frankreich             | 277     |            |
| 8. September 1917  | Setubal          | Norwegen               | 1.201   |            |
| 9. September 1917  | Myosotis         | Vereinigtes Königreich | 1.250   | Beschädigt |
| 10. September 1917 | Vikholmen        | Norwegen               | 494     |            |

## Kommandanten
| 28. November 1916 bis 25. April 1917   | Hans Valentiner     |
| 26. April bis 9. Juni 1917             | Hugo Thielmann      |
| 10. Juni bis 13. September 1917        | Reinhold Saltzwedel |
| 14. September 1917 bis 28. Januar 1918 | Ernst Steindorff    |
| 29. Januar 1918 – 13. August 1918      | Walter Warzecha     |
| 14. August 1918 – 11. November 1918    | Eberhard Schmidt    |